# Этнопсихология
Этнопсихология (психология народов, этническая психология) — одна из ветвей психологии, нацеленная на изучение психологии народов; раздел социальной психологии. Междисциплинарная область знания, возникшая на пересечении психологии с философией, этнологией и лингвистикой. Предметом этнопсихологии являются социальные феномены и «коллективные переживания» как результат межличностных отношений, что не принадлежат отдельному человеку и не сводятся к сумме индивидуальных переживаний (надындивидуальная психологическая реальность).

## История этнопсихологии
Термин «этническая психология» (нем. Völkerpsychologie) был предложен во 2-й половине XIX в. немецкими философами и лингвистами Г. Штейнталем и М. Лацарусом, пытавшимися обосновать понятие этнической психологии и сформулировать её задачи. Опираясь на психологию И. Гербарта и трактуя с гербартианских позиций концепцию «народного духа» (по аналогии с индивидуальным сознанием), они пытались доказать на страницах основанного ими в 1859 г. журнала «Психология народов и языкознание» (нем.  Zeitschrift fur Völkerpsychologie und Sprachwissenschaft), что язык, религия, право, искусство, наука, быт, нравы и т. п. получают конечное объяснение в психологии народа как носителя коллективного разума, воли, чувств, характера, темперамента и т. п. Согласно такому пониманию, все явления социальной жизни представляют собой своеобразную форму «эманации народного духа». Задача психологии народов как отдельной науки — познать психологически сущность духа народа, открыть законы, по которым протекает духовная деятельность народов.
В. Вундт подверг критике интеллектуализм воззрений Г. Штейнталя и М. Лацаруса и выдвинул столь же идеалистическое волюнтаристское понимание сущности и задач этнической психологии. Вундт полагал, что психология народа не может прямым образом зависеть от психологических особенностей индивидуумов, составляющих народ. Иными словами, законы, по которым работает психология народа не совпадают с законами психологии личности. В качестве основных единиц для объективного описания психологии народа Вундт предлагал использовать язык, мифы и обычаи. Таким образом, главной исследовательской задачей по мнению Вундта становилось объяснение — с точки зрения психологии — закономерностей, наблюдаемых в языке, мифах и обычаях народа.
Вопросы этнической психологии разрабатывал Г. Шпет, выступивший в 20-х гг. XX века с резкой критикой В. Вундта и генетического подхода (Штейнталь, Лацарус и др.) и пытавшийся обосновать своё понимание этнической психологии с позиций феноменологии Э. Гуссерля. Школа психологии народов послужила отправной точкой для развития понимающей психологии В. Дильтея и Э. Шпрангера, а также французской социологической школы. В концепции Шпета, этнопсихологии нужно выявлять типические коллективные переживания, то есть отвечать на вопросы: Что народ любит? Чему поклоняется? Чего боится?
В изучении проблем этнической психологии, наряду с психологами, приняли участие лингвисты, историки, археологи, социологи, этнологи, антропологи и др. Был собран огромный фактический материал по психологии различных племён и народов. Особенно много внимания уделялось исследованиям психологии первобытных народов (французский учёный Л. Леви-Брюль, немецкий учёный Р. Турнвальд и др.).
Одной из областей науки, связанной с этнопсихологией, является транскультуральная психиатрия, изучающая психические расстройства в контексте различных культур и этносов.
Начиная с двадцатого века этнопсихология была разделена на этнологическую (психологическую антропологию) и сравнительно-культурную (кросс-культурную) психологию. Эти отрасли этнопсихологии оперируют разными концептуальными схемами. Другим направлением этнопсихологии является психология межэтнических отношений, стоящая на стыке социальной психологии и социологии. При этом термин «этнопсихология» не является общепринятым в науке, в качестве замены этнопсихологию также могут называть «психологической антропологией», «сравнительно-культурной психологией» и т. д.
|                                                      | Психологическая антропология (по М. Мид) | Сравнительно-культурная психология (по Т. Г. Стефаненко)                                       |
| ---------------------------------------------------- | --- | ---------------------------------------------------------------------------------------------- |
| Предмет                                              | Систематические связи между психологическими переменными, связь между внутренним миром человека, и этнокультурными переменными на уровне этнической общности. | Сходство и различие психологических переменных на уровне разных культур и этнических общностей |
| Количество изучаемых культур                         | одна культура | две и более                                                                                    |
| Единицы и термины, используемые для анализа культуры | специфичные для изучаемой культуры | свободные от культурного влияния                                                               |
| Изучение ведётся с точки зрения                      | участника культуры | внешнего наблюдателя                                                                           |
| Структура исследования                               | постепенно раскрывается ученому, который заранее не может знать, какие единицы анализа он будет использовать                                                  | конструируется ученым заранее                                                                  |

## Основные направления этнопсихологических исследований
На основе многочисленных исследований можно выделить три направления:
| Направление  | Особенность | авторы и приверженцы                           |
| ------------ | --- | ---------------------------------------------- |
| Релятивизм   | подчеркивание различий между культурами | Р. Бенедикт, Э. Сепир и Б. Уорф, Л. Леви-Брюль |
| Абсолютизм   | игнорирование различий между культурами | М. Коул                                        |
| Универсализм | представление единства базовых психологических процессов, лежащих в основе человека, но и признание серьёзного влияния культуры, которая оказывает на них влияние |                                                |

## Этнопсихологические проблемы исследования личности
Культурантропологи занимаются поисками связи между культурой и личностью, в то время как в сравнительно-культурной психологии изучение личности чаще всего сводится к анализу взаимосвязей между отдельными, изолированными личностными конструктами и культурными переменными. В сравнительно-культурной психологии исследуются универсальные и культурно-специфичные личностные черты, и в рамках типологического подхода к изучению личности используются личностные тесты. Но до сих пор неизвестно, может ли существовать единый набор черт, используемых для измерения личности, быть всеобщим и служить для объяснения поведения людей в любой культуре. Этнопсихология личностипредполагает постижение уникального, особенного и универсального в человеке как «субъекте (носителе и творце) культуры и ноосферного развития» в конкретных социокультурных условиях с учетом этнокультурных и региональных особенностей: ситуативного, событийного, временного и вечного во взаимодействии человеческого «Я» с миром. Для достижения универсального понимания психики человека следует среди индивидуальных и культурных различий имплицитных теорий личности отдельных культур и этнических общностей выявить те их части, что могут быть подвержены эмпирической проверке и быть включены в представление о сущности людей, живущих во всех частях света.

## Этнические стереотипы
Этнический стереотип — это разновидность социального стереотипа — упрощенный, схематизированный образ социальных объектов, характеризующийся высокой степенью согласованности индивидуальных представлений. Это национальное отношение одного народа к другому.
Согласно «Гипотезам контакта», чем более благоприятны условия контакта между группами, чем дольше и глубже они взаимодействуют, тем выше удельный вес реальных черт в содержании стереотипов. В настоящее время доказана обусловленность механизма стереотипизации «социальным контекстом».
Во многих эмпирических исследованиях стереотипными признаются качества, с наличием которых у описываемой группы согласны не менее 75—80 % испытуемых.
Техники изучения этнических стереотипов по В. С. Агееву:
- метод свободного описания в нескольких его разновидностях;
- метод прямого опроса;
- проективные методы;
- психосемантические методы